# طارق بن زیاد کالونی
طارق‌بن زیاد کالونی (به انگلیسی: Tariq-bin-Ziad Colony) یک منطقهٔ مسکونی در پاکستان است که در پنجاب واقع شده‌است. طارق‌بن زیاد کالونی ۱۵۶ متر بالاتر از سطح دریا واقع شده‌است.